# Romaní Vlax
El Romaní Vlax és un grup dialectal de la llengua romaní. Les varietats romanes vlax són parlades principalment al sud-est d'Europa pel poble romaní. El romani vlax també es pot anomenar una llengua independent o com un dialecte de la llengua romaní. El romani vlax és el segon subgrup dialectal més parlat de la llengua romaní a tot el món, després del romaní balcànic.

## Nom
El nom de la llengua Romaní Vlax va ser encunyat per l'erudit britànic Bernard Gilliat-Smith en el seu estudi sobre romaní búlgar de 1915, en el qual va dividir per primera vegada els dialectes romanis en vlax i no vlax. El nom deriva dels "valacs" etnològicament no relacionats, ja que tots els dialectes vlax han tingut una influència àmplia, lèxica, fonològica i morfològica de la llengua romanesa.
Hi ha hagut múltiples onades migratòries de romaní fora de Romania, algunes d'elles relacionades amb l'abolició de l'esclavitud del segle xix a Romania.
Les paraules Romani i Romania són falsos cognats, les primeres derivades del romani rom - en última instància del sànscrit, i les segones derivades del romanès român - en última instància, del llatí.

## Classificació
El dialecte romaní Vlax es classifica en dos grups: Vlax I o Vlax septentrional (incloent Kalderash i Lovari) i Vlax II o Vlax meridional.
Elšík utilitza aquesta classificació i exemples dialectals (informació geogràfica de Matras):
| Subgrup            | Dialecte        | Lloc                                                           |
| ------------------ | --------------- | -------------------------------------------------------------- |
| Vlax ucraïnès      | -               | Ucraïna                                                        |
| Vlax septentrional | Cerhari         | Hongria                                                        |
|                    | Lovari hongarès | Hongria                                                        |
|                    | Eslovàquia      |                                                                |
|                    | Lovari austríac | Àustria                                                        |
|                    | Lovari polonès  | Polònia                                                        |
|                    | Noruega Lovari  | Noruega                                                        |
|                    | Kalderaš serbi  | Sèrbia                                                         |
|                    | Italià Kalderaš | Itàlia                                                         |
|                    | Rus Kalderaš    | Rússia                                                         |
|                    | Taikon Kalderaš | Suècia                                                         |
|                    | Vlax americà    | EUA                                                            |
| Vlax meridional    | Vallachian      | Romania                                                        |
|                    | Ihtiman         | Bulgària (amb el nom de la ciutat)                             |
|                    | Gurbet          | Sèrbia i Bòsnia                                                |
|                    | Korça           | Albània (amb el nom de la ciutat)                              |
|                    | Xoraxane italià | Itàlia (Xoraxane es tradueix com a "musulmans" en el dialecte) |
|                    | Ajia Varvara    | Grècia (amb el nom d'un suburbi d'Atenes)                      |

## Sistemes d'escriptura
Vlax Romani s'escriu utilitzant l'ortografia romaní, predominantment utilitzant l'alfabet llatí amb diversos caràcters addicionals. A la zona de l'antiga Unió Soviètica, però, també es pot escriure amb l'escriptura ciríl·lica.